# Peter Orlowski
Peter Orlowski (* 27. April 1911 in Frankfurt (Oder); † 13. August 1993 in Kiel) war ein deutscher Verwaltungsjurist.

## Herkunft
Orlowski war einer von vier Söhnen des Försters Bruno Orlowski, der 1919 in den Elchwald versetzt wurde. Als Oberförster in Tawellningken, Kreis Niederung, gewann Peters Vater unter Otto Braun historische Bedeutung in der Hege der Elche. Der Großvater Karl Orlowski († 1900) war 1859 Tuchlittauer geworden. Er besaß das Rittergut Schmolainen im Kreis Heilsberg.

## Leben
Peter Orlowski besuchte das Tilsiter Realgymnasium. Nach dem Abitur begann er an der Ludwig-Maximilians-Universität München Rechtswissenschaft zu studieren. Am 6. Mai 1929 wurde er Fuchs im Corps Makaria München. Er focht acht Mensuren, davon drei PP-Suiten. Zum Wintersemester 1930 wechselte er an die heimatliche Albertus-Universität Königsberg, wo er – ohne das Makarenband – am 29. Oktober 1930 in das befreundete Corps Littuania recipiert wurde. Am 4. Februar 1931 wurde er mit beiden Bändern inaktiviert.
Zum 1. Februar 1931 trat er der NSDAP bei (Mitgliedsnummer 415.889). Am 25. Juni 1932 bestand er in Königsberg das Referendarexamen. Nachdem er als Gerichtsreferendar am Amtsgericht in Lötzen (unter Arthur Homm) und am Landgericht Tilsit (unter Ludwig Loeffke) gewesen war, trat er in die Verwaltung des Freistaats Preußen. Er kam nach Koblenz und zur Regierung in Kassel. Seit 1935 Referendar in Melsungen, bestand er am 25. März 1936 die Prüfung als Regierungsassessor am Preußischen Innenministerium in Berlin. 1936/37 war er Regierungsassessor beim Landratsamt Pinneberg und  1937 beim Landkreis Lebus in Seelow. 1938 wurde er als Regierungsrat zum Oberpräsidium der Provinz Schlesien in Breslau versetzt. 

### Jarotschin
Am 11. September 1939 wurde er als Landkommissar in das Wartheland versetzt. Als NSDAP-Kreisleiter wurde er am 26. Oktober 1939 kommissarisch und im Juni 1941 endgültig zum Landrat im (wieder deutschen) Kreis Jarotschin ernannt. Als er im Februar 1942 zum Heer einberufen wurde, vertrat ihn  Oberlandrat Marius Molsen. Er diente als Oberleutnant d. R. bei den Goslarer Jägern (Infanterie-Regiment 17) in der 31. Infanterie-Division. An der Ostfront verwundeten ihn am 15. August 1942 Maschinengewehrschüsse an Knie, Brust und Rücken. Nach der Behandlung im Reservelazarett Posen kehrte er am 18. Februar 1943 auf seinen Posten zurück. Als SS-Sturmbannführer (SS-Nummer 95.682) und Kreisjägermeister hielt er sich bis zur Schlacht um Posen im Amt. Auf der Flucht erzwang er als Treckführer die Erlaubnis zum Elbübergang nur durch die Dreiteilung seines Trecks; seinen Teil brachte er bis Querfurt. Bei sich hatte er nur zwei Koffer, die bis auf den Ahnenpass und das Jagdtagebuch geplündert wurden. Drei Brüder waren gefallen.

### Schleswig-Holstein
Am 26. Mai 1945 – keine drei Wochen nach der bedingungslosen Kapitulation der Wehrmacht – meldete er sich mit seinen Eltern beim englischen Gouverneur des Kreises Pinneberg. Als er Ende Juni 1945 versuchte, aus dem (noch) englisch besetzten Mecklenburg die Habe seiner Eltern zu retten, wurde er verraten. Um Arbeit zu finden, beantragte er während der Währungsreform selbst seine Entnazifizierung; denn mit Frau und drei Kindern (das jüngste war sechs Monate alt) lebte er von 28,50 Mark im Monat. Da er sich als begeisterter Nationalsozialist bekannte, wurde er in Gruppe IV (Mitläufer) eingestuft. Das bedeutete den Ausschluss vom Öffentlichen Dienst. 1948 zog er nach Garstedt im Norden von Hamburg. Im September 1949 von einem Polen auf Raub und Mord denunziert, wurde er nach einjährigem Verhör zu drei Monaten Gefängnis verurteilt. Wenig später wäre er unter die Amnestie vom 1. Januar 1950 gefallen. Im Spruchkammerverfahren ging er am 14. Februar 1950 in die Berufung. Die Spruchkammer Bielefeld stufte ihn in Kategorie V (Entlastete) ein. Ab 1. Februar 1950 war er als  Registraturkraft beim Landratsamt des Kreises Süderdithmarschen tätig. Am 12. März 1950 gehörte Orlowski in Hamburg zu den acht Littauern, die mit neun Königsberger Balten und fünf Königsberger Hanseaten das Corps Albertina gründeten. Für das Sommersemester 1950 stellte er sich (im Alter von 39 Jahren) als Subsenior zur Verfügung. Nach zwei Jahren als Organisationsberater der Firma Herdegen und zwei Jahren als Verlagsleiter im Deutschen Gemeindeverlag Kiel wurde er Geschäftsführer der Krankenhausgesellschaft Schleswig-Holstein und Leiter der Versorgungsausgleichskasse der Kommunalverbände in Schleswig-Holstein. Er war seit 1956 Oberverwaltungsrat und wohnte in Kiel-Schilksee (Haus Windsbraut). Im Juni 1987 nahm er in Lüneburg an der Eröffnung des Ostpreußischen Landesmuseums teil. Orlowski war der 15. von 22 gemeinsamen Angehörigen der so weit voneinander entfernten und erst seit 1926 im Verhältnisvertrag stehenden Corps. Als Vorletzter dieser Gruppe erlag er mit 82 Jahren einem Hodenkrebs. Beerdigt wurde er am 20. August 1993 in Kiel-Pries neben seinem Corpsbruder Kurt-Walter Block.

### Familie
Orlowski war dreimal verheiratet. Aus der ersten Ehe (1936) mit Fränze Leibenath († 14. Juni 1970) gingen die Kinder Dr. med. Hannah Erika verh. Peschmann-Gregor (1939), Heide Ursula verh. Keßler (1941) und Dipl.-Ing. Helmut Orlowski (1944) hervor. 1970 heiratete Peter Orlowski Ingeborg Hinz verw. Tan. Die letzte Ehe schloss er 1975 mit Gisela geb. Bischof.

## Auszeichnungen
- Ostmedaille
- Eisernes Kreuz II. Klasse
- Verwundetenabzeichen in Silber
- Dienstauszeichnung der NSDAP in Bronze
- Kriegsverdienstkreuz (1939)